# آنجلینا ملنیکووا
آنجلینا ملنیکووا (روسی: Ангели́на Рома́новна Ме́льникова؛ IPA: [ɐnɡʲɪˈlʲinə rɐˈmanəvnə ˈmʲelʲnʲɪkəvə]؛ زادهٔ ۱۸ ژوئیهٔ ۲۰۰۰) ژیمناست هنری اهل روسیه است.